# Villiers-Louis
Villiers-Louis è un comune francese di 476 abitanti situato nel dipartimento della Yonne nella regione della Borgogna-Franca Contea.

## Società

### Evoluzione demografica
Abitanti censiti